# (500404) 2012 TE100
(500404) 2012 TE100 es un asteroide perteneciente al cinturón de asteroides, descubierto el 8 de noviembre de 2007 por el equipo del Spacewatch desde el Observatorio Nacional de Kitt Peak, Arizona, Estados Unidos.

## Designación y nombre
Designado provisionalmente como 2012 TE100.

## Características orbitales
2012 TE100 está situado a una distancia media del Sol de 3,074 ua, pudiendo alejarse hasta 3,630 ua y acercarse hasta 2,519 ua. Su excentricidad es 0,180 y la inclinación orbital 17,06 grados. Emplea 1969,46 días en completar una órbita alrededor del Sol.
Los próximos acercamientos a la órbita de Júpiter se producirán el 21 de julio de 2053, el 18 de enero de 2113 y el 14 de julio de 2172, entre otros.

## Características físicas
La magnitud absoluta de 2012 TE100 es 15,9.